# Anbang
Anbang Insurance Group (in cinese:安邦保险集团) è una holding cinese le cui società si occupano principalmente di assicurazioni, servizi finanziari e alberghi con sede a Pechino. A febbraio 2017, il gruppo aveva attività per un valore di oltre 1,9 trilioni di CN ¥(301 miliardi di dollari).  Il Financial Times ha descritto Anbang come "una delle società più politicamente connesse della Cina".

## Storia
Anbang è stata fondata da Wu Xiaohui nel 2004 come società regionale di assicurazione per auto. Chen Xiaolu - figlio del maresciallo Chen Yi - fu uno dei primi direttori, anche se poi Chen dichiarò di essere stato solo un consigliere e non un azionista. Gli azionisti fondatori includevano la casa automobilistica statale Shanghai Automotive Industries Corp., che deteneva una partecipazione del 20%. Nel 2005 la compagnia petrolifera statale Sinopec ha acquistato una quota del 20%.
Nel 2014, Anbang Insurance ha acquisito l'assicuratore belga Fidea Verzekeringen. Sempre lo stesso anno ha rilevato l'hotel Waldorf Astoria di New York da Blackstone per quasi 2 miliardi di dollari. Nel 2015 Anbang ha acquistato l'assicuratore olandese Vivat dallo Stato olandese per 150 milioni di euro ma con l'intesa di infondere tra i 770 e 1 miliardo di euro di capitale fresco e di assumere 550 milioni di euro di debiti.
Sempre nel 2015 Anbang ha pagato 1 miliardo di dollari per una partecipazione del 57,5% nella sudcoreana Tongyang Life, una compagnia assicurativa, in quello che è stato segnalato come il primo investimento diretto in un istituto finanziario della Corea del Sud da parte di una società della Cina continentale. Nel novembre di quell'anno, Anbang ha acquistato anche l'assicuratore Fidelity & Guaranty Life con sede nello Iowa per circa 1,57 miliardi di dollari. La società americana è stata poi venduta nel 2017 a CF Corp.
Nel febbraio 2016, il Financial Post canadese ha annunciato l'acquisizione del 66% in quattro torri per uffici del Bentall Centre di Vancouver da parte di Ivanhoe Cambridge, una filiale di Caisse de dépôt et placement du Québec, su direttiva di Anbang. Pochi mesi più tardi, nel maggio 2016, la partecipazione è scesa al 33%. La cifra dell'operazione è risultata superiore a 1 miliardo di dollari canadesi.
Nel marzo 2016, Blackstone ha venduto per 6,5 miliardi di dollari 16 hotel storici degli Stati Uniti di proprietà dello Strategic Hotels & Resorts REIT, tra cui l'Hotel del Coronado vicino a San Diego, il Westin St. Francis a San Francisco, diversi resort Four Seasons e l'hotel JW Marriott Essex House di Manhattan. Nell'aprile 2016, Anbang ha acquistato le operazioni di Allianz in Corea del Sud. Sempre quell'anno Anbang ha acquisito Retirement Concepts, una società canadese con 24 case di riposo in Columbia britannica, Calgary e Montreal. T La società è stata successivamente criticata dopo che tre delle case di riposo sull'isola di Vancouver sono state poste sotto la gestione dell'autorità sanitaria a causa delle cure inadeguate segnalate dai residenti della struttura nel dicembre 2019.
Anbang ha anche fatto offerte su larga scala che non sono culminate con una acquisizione. Il 14 marzo 2016, un consorzio guidato da Anbang ha offerto 14 miliardi di dollari per Starwood. Altri membri del consorzio erano J.C. Flowers & Co e Primavera Capital Group.  L'offerta alla fine non ebbe successo.  Nel 2017, non hanno avuto successo nemmeno i colloqui avviati per investire miliardi di dollari in una torre per uffici di Manhattan (666 Fifth Avenue) di proprietà della famiglia di Jared Kushner, genero dell'allora presidente Donald Trump e aiutante senior della Casa Bianca.
L'8 giugno 2017 il fondatore e presidente di Anbang, Wu Xiaohui, è stato arrestato a Pechino dalle autorità governative in seguito ad una indagine sulle attività di Anbang. Nel febbraio 2018, l'autorità di regolamentazione assicurativa cinese ha assunto il controllo di Anbang e WuXiaohui è stato estromesso. Il 10 maggio 2018, Wu Xiaohui è stato condannato a 18 anni di reclusione dopo essere stato riconosciuto colpevole di frode e appropriazione indebita.
Il 14 settembre 2020 la Reuters ha riferito che Anbang scioglierà e liquiderà la società.